# Калмицька Автономна Радянська Соціалістична Республіка
Калмицька Автономна Радянська Соціалістична Республіка (Калмицька АРСР, рос. Калмы́цкая Автоно́мная Сове́тская Социалисти́ческая Респу́блика калм. Хальмг Автономи Советск Социалистическ Республик) — автономна республіка у складі РРФСР, що існувала з перервами в 1935–1947 і 1958–1991 роках. У травні 1991 року була перетворена в Калмицьку Радянську Соціалістичну Республіку, а в травні 1992 року — в Республіку Калмикія.

## Історія

### Довоєнний період
Калмицька АРСР була утворена на підставі постанови Президії ЦВК від 20 жовтня 1935 шляхом перетворення однойменної автономної області. Ухвалення рішення було приурочено до 15-річчя Калмицької автономної області, обґрунтовувалося великими успіхами в економічному і культурному будівництві, підготовкою національних кадрів, здатних керувати соціалістичним господарством і культурним будівництвом республіки. 20 лютого 1936 відбувся І республіканський з'їзд Рад Калмицької АРСР.
У 1937 була прийнята Конституція Калмицької АРСР. Постановою ВЦВК від 24.01. 1938 «Про утворення нових улусів (районів) в Калмицькій АРСР» були утворені Яшалтинський (в результаті розукрупнення Західного улусу), Юстинський (в результаті розукрупнення Приволзького улусу), Улан-Хольський район (за рахунок разукрупнения Долбанського і Лаганського улусів), Приютненський і Троїцький (за рахунок ліквідації Центрального улусу), Мало-Дербетовський і Кетченеровський улуси (за рахунок розукрупнення Сарпинського улусу).
У 1939 загальна чисельність населення Калмицької АРСР склала 179,4 тис. осіб.

## Калмицька АРСР під час Другої Світової війни. Ліквідація АРСР
У роки Другої Світової війни частина Калмицької АРСР була тимчасово окупована німецько-румунськими військами. Ще до того у нацистській Німеччині було утворено Калмицький національний комітет з числа калмицьких емігрантів-націоналістів, який мав сформувати калмицькі військові частини, вести агітаційну роботу та готувати кадри для управління Калмикією.
10 серпня 1942 німці зайняли райцентр Приютне, а 12 серпня — Елісту. В окупованій Елісті було розміщено спеціальний німецький підрозділ для боротьби з радянськими партизанами і розвідувально-диверсійними групами, на чолі з полковником Вольфом, почалося створення збройних охоронно-поліцейських формувань з тубільців. Сформовані з калмиків збройні формування використовувалися німцями для охорони об'єктів, несення патрульної служби, охорони флангів німецьких підрозділів, ведення розвідки та спостереження, боротьби з радянськими партизанами і розвідувально-диверсійними групами, пізніше був сформований Калмицький кавалерійський корпус.
19 листопада 1942 Червона Армія перейшла у наступ.
21 листопада 1942 була захоплена Хулхута, 27 грудня — Яшкуль. 1 січня 1943 ударна група 28-ї армії захопила Еліста і вийшла на рубіж Ремонтне — Приютне, де з'єдналася з частинами 51-ї армії. Незабаром була захоплена вся територія республіки. Під час бойових дій була зруйнована столиця республіки Еліста і улусні центри, господарства 124 колгоспів, 10 радгоспів і 14 МТС, громадські будівлі, майстерні та споруди, школи, лікарні, клуби та будинки культури. Населення республіки приступило до відновлення зруйнованого господарства. Вже до осені 1943 число господарств і підприємств республіки майже досягло довоєнної цифри: 142 колгоспу, 17 МТС, 13 радгоспів, 53 підприємства місцевої промисловості і промислової кооперації.
Озброєні групи калмиків, продовжували діяти на території Калмикії після відступу німецьких військ. До кінця грудня 1943 ці групи були в основному ліквідовані, продовжували діяти лише 4 групи загальною чисельністю 17 осіб.
Відповідно Указу Президії ВР СРСР від 27 грудня 1943 «Про ліквідацію Калмицькій АРСР та утворенню Астраханської області в складі РРФСР» республіка була скасована. Калмицьке населення в ході операції «Улуси» наприкінці 1943 — початку 1944 року було депортовано у східні райони СРСР за звинуваченням у співпраці з гітлерівцями і зраду інтересів Батьківщини. Територія Республіки була розділена між Ставропольським краєм, Астраханською, Ростовською та Сталінградською областями, а столиця — місто Еліста перейменовано в Степовий.
25 лютого 1947 Верховна Рада СРСР виключив згадка про автономію з ст. 22 Конституції СРСР.

## Відновлення національної автономії
Відповідно до рішень XX з'їзду КПРС Верховна рада СРСР на Шостій сесії в лютому 1957 затвердила Указ Президії Верховної Ради СРСР від 9 січня 1957 «Про утворення Калмицької автономної області у складі РРФСР».
Калмицька автономна область створювалася в урізаному вигляді на відміну від колишньої території, оскільки частина колишньої території, яка була до репресій, залишилася в складі Астраханської області і Ставропольського краю по теперішній час. Область відновлювалася в зміненому складі (10 сільських районів — Західний, Яшалтинський, Приютненський, Сарпинський, Приозерний, Целінний, Каспійський, Яшкульський, Юстинський, Чорноземельський) з центром у Елісті. Загальна площа дорівнювала 75,9 тис. кв. км. Протягом 1957–1959 рр. з різних районів Сибіру, Середньої Азії і Казахстану в рідний степ повернулося 18158 сімей (72665 осіб).
29 липня 1958 Президія Верховної Ради СРСР ухвалила Рішення про перетворення автономної області в Калмицьку автономну республіку. Населення (за переписом 1959) склало 184,9 тис. чоловік. 28 жовтня 1958 в Елісті в урочистій обстановці відкрилася перша сесія Верховної Ради Калмицької АРСР. 25 грудня того ж року в ст. 22 Конституції СРСР 1936 року було повернуто згадка про автономію, а через 2 дні згадка про Калмицьку АРСР було знову включено в ст. 14 конституції РРФСР 1937.
18 жовтня 1990 Верховна рада Калмицької АРСР ухвалила Декларацію про державний суверенітет, відповідно до якої АРСР була перетворена в Калмицьку РСР. 24 травня 1991 З'їзд народних депутатів РРФСР затвердив це рішення, внісши поправку до ст. 71 конституції РРФСР 1978 року. Проте, позбавлення Калмикії статусу АРСР суперечило ст. 85 конституції СРСР. Таким чином, до розпаду СРСР дані рішення про змінила статус республіки були сумнівними.
З 16 травня 1992 року — Республіка Калмикія — Хальмг Тангч.